# Vij (film fra 2014)
|  | For andre betydnigner, se Vij |
Vij (russisk: Вий) er en spillefilm i fantasy-genren fra 2014 instrueret af Oleg Steptjenko. Filmen blev distribueret internationalt under navnet Forbidden Empire og i Storbritannien som Forbidden Kingdom.
Filmen er en fantasyfilm produceret af Russian and Ukraine Film Group og tjekkiske Marins Group Entertainment og er løst baseret på Nikolaj Gogols historie af samme navn.
Filmen blev en stor kommerciel succes i Rusland, hvor den satte rekord i billetsalg ved premieren, men modtog blandede anmeldelser.

## Medvirkende
- Jason Flemyng som Jonathan Green
- Aleksej Tjadov som Petrus
- Anna Tjurina som Miss Dudley
- Charles Dance som Lord Dudley
- Agnia Ditkovskite som Nastusja